# Libellago finalis
Libellago finalis – gatunek ważki z rodziny Chlorocyphidae.